# Rachel Duncan
Rachel Duncan (* 7. April 1985 im Travis County, Texas) ist eine US-amerikanische Kinderdarstellerin.

## Leben
Rachel Duncan wurde im Alter von sechs Jahren mit der Disney-Sitcom Alle meine Kinder bekannt, in der sie das jüngste Kind der Familie, „Mary Sue Torkelson“, verkörperte. Für diese Rolle wurde sie für zwei Young Artist Awards nominiert.
Es folgte kleinere Nebenrollen, darunter auch in Action- oder Horrorfilmen. 2000 zog sie sich von der Schauspielerei zurück. Ihr Schaffen umfasst 21 Produktionen.

## Filmografie (Auswahl)
- 1991–1993: Alle meine Kinder (The Torkelsons, Fernsehserie, 33 Folgen)
- 1994: Betrügerische Liebe (Betrayed by Love)
- 1995: Rumpelstiltskin
- 1995: One Tough Bastard
- 1996: Amityville – Das Böse stirbt nie (Amityville Dollhouse)
- 1999: Das Haus der Zukunft (Smart House)
- 1999: Schatten des Ruhms – Die Michael-Landon-Story (Michael Landon, the Father I Knew)
- 2000: Was Frauen wollen (What Women Want)